# Protubérance occipitale externe élargie
 (juin 2019).
Améliorez-le ou discutez des points à vérifier. 
 (juin 2019).
La protubérance occipitale externe élargie est une protubérance osseuse se formant à l'arrière du crâne des jeunes adultes ; des chercheurs formulent l'hypothèse qu'il s'agisse d'une réaction à la position des individus visionnant trop régulièrement leur smartphone en inclinant la tête vers le bas. Cette hypothèse est encore en questionnement.
Une étude réalisée par David Shahar et Mark G. L. Sayers, de l’Université du Sunshine State dans le Queensland a révélé cette formation osseuse chez les 18-30 ans, et a formulé l'hypothèse d'un lien avec le fait d'incliner trop souvent la tête vers l'avant; Cependant une étude sur 400 scanners du crâne menée entre 2011 et 2019 par une équipe du CHU de Lille (59) tend à contredire cette hypothèse. 